# Miyamoto Takuya
Takuya Miyamoto (sinh ngày 8 tháng 7 năm 1983 - mất ngày 1 tháng 5 năm 2022) là một cầu thủ bóng đá người Nhật Bản.

## Sự nghiệp câu lạc bộ
Takuya Miyamoto đã từng chơi cho Cerezo Osaka, Montedio Yamagata và Avispa Fukuoka.